# Thuidium caudicaule
Thuidium caudicaule är en bladmossart som beskrevs av C. Müller in Thériot 1922. Thuidium caudicaule ingår i släktet tujamossor, och familjen Thuidiaceae. Inga underarter finns listade i Catalogue of Life.